# 豊川市立東部小学校
豊川市立東部小学校（とよかわしりつ とうぶしょうがっこう）は、愛知県豊川市三谷原町石坪にある公立小学校。

## 概要
児童数は480人、学級数は17（2013年度）。東名高速道路豊川I.C.が近くにある。

## 沿革
- 1963年（昭和38年）4月1日 - 麻生田、睦美、三上の3小学校が合併し、豊川市立豊川東部小学校設立。

### 旧・麻生田小学校
- 1875年（明治8年）7月に麻生田学校として創立[注釈 1]。1909年（明治43年）に麻生田尋常小学校となり、1922年（大正11年）4月に豊川尋常高等小学校に統合され、豊川尋常小学校第二分教場となる。1945年（昭和20年）に独立し麻生田国民学校。1947年（昭和22年）に豊川市立麻生田小学校となった。
- 廃校時の住所は豊川市麻生田町寺前1。跡地は麻生田保育園などになっている。通学区域は旧・宝飯郡麻生田村にほぼ該当した。

### 旧・睦美小学校
- 1873年（明治6年）4月に一宮義校当古分教場として設置され、同年9月に当古学校として独立。1903年（明治36年）に当古学校と牧野分校を統合[注釈 2]。1909年（明治43年）に睦美尋常高等小学校となり、1922年（大正11年）4月に豊川尋常高等小学校に統合され、豊川尋常小学校第一分教場となる。1945年（昭和20年）に独立し睦美国民学校。1947年（昭和22年）に豊川市立睦美小学校となった。
- 廃校時の住所は豊川市三谷原町村前16。跡地は睦美保育園などになっている。通学区域は旧・宝飯郡睦美村にほぼ該当した。

### 旧・三上小学校
- 1873年（明治6年）10月に三波野学校として創立。1878年（明治11年）に三上学校、1887年（明治20年）に尋常小学三上学校、1892年（明治25年）に三上尋常高等小学校、1941年（昭和16年）に三上国民学校に改称する。1947年（昭和22年）に三上村立三上小学校に改称し、1955年（昭和30年）に三上村が豊川市に編入され、豊川市立三上小学校となった。
- 廃校時の住所は豊川市三上町天神前11。跡地は三上保育園などになっている。通学区域は旧・八名郡三上村に該当する。

## 交通アクセス
- 鉄道
  - JR飯田線 豊川駅または名鉄豊川線 豊川稲荷駅下車、徒歩約30分
- バス
  - 豊川駅（豊川稲荷駅）より豊川市コミュニティバス千両三上線（三上地区市民館行き）で「睦美」下車、徒歩約5分